# 대니 톰프슨
대니얼 헨리 에드워드 톰프슨(Daniel Henry Edward Thompson, 1939년 4월 4일 ~ )은 영국의 멀티플레이어로, 콘트라베이스 연주자로 가장 잘 알려져 있다. 오랜 음악 커리어 동안 리처드 톰슨, 존 마틴과 같은 다양한 음악가들과 협연했다.